# KUKA

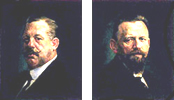
Johann Josef Keller a Jacob Knappich založili společnost KUKA v roce 1898

KUKA AG je německá technologická společnost, významný světový producent průmyslových robotů a řešení automatizace výroby. Většina z jejich více než dvaceti dceřiných společností jsou obchodní a servisní zastoupení, nacházející se mimo jiné ve Spojených státech amerických, v Mexiku, Brazílii, Japonsku, Číně, Koreji, na Tchaj-wanu, v Indii a většině evropských zemích.

## Původ názvu
Jméno KUKA je akronym slov Keller und Knappich Augsburg. Zároveň je to i registrovaná značka průmyslových robotů a dalších produktů této společnosti. V češtině je název kuka známý především jako synonymum pro popelářský vůz, původně touto firmou vyvinutý.

## Historie
Společnost KUKA byla založena v roce 1898 v Augsburgu v Německu. Jejími zakladateli byli Johann Josef Keller a Jacob Knappich. Na začátku se firma zaměřovala na domovní a pouliční osvětlení, již záhy na to se ale přeorientovala na výrobu svářecích přístrojů a zařízení a velkých zásobníků. V roce 1966 získala firma KUKA přední postavení na trhu s komunálními vozy. V roce 1973 sestavila firma KUKA svého prvního průmyslového robota známého jako FAMULUS. Byl to první průmyslový robot na světě se šesti elektromechanicky řízenými osami. V tomto období byla firma KUKA součástí koncernu Quandt group. To se ale změnilo v roce 1980, kdy se stala akciovou společností IWKA Group. Od roku 1995 je název společnosti KUKA AG, která byla rozdělena ve dvě společnosti s ručením omezeným), a to KUKA Roboter GmbH a KUKA Schweißanlagen GmbH (později KUKA Systems GmbH).
V listopadu 2014 převzala společnost KUKA AG švýcarskou konkurenční firmu Swisslog s 2 500 zaměstnanci za 280 milionů eur.

### KUKA ve vlastnictví čínské společnosti Midea

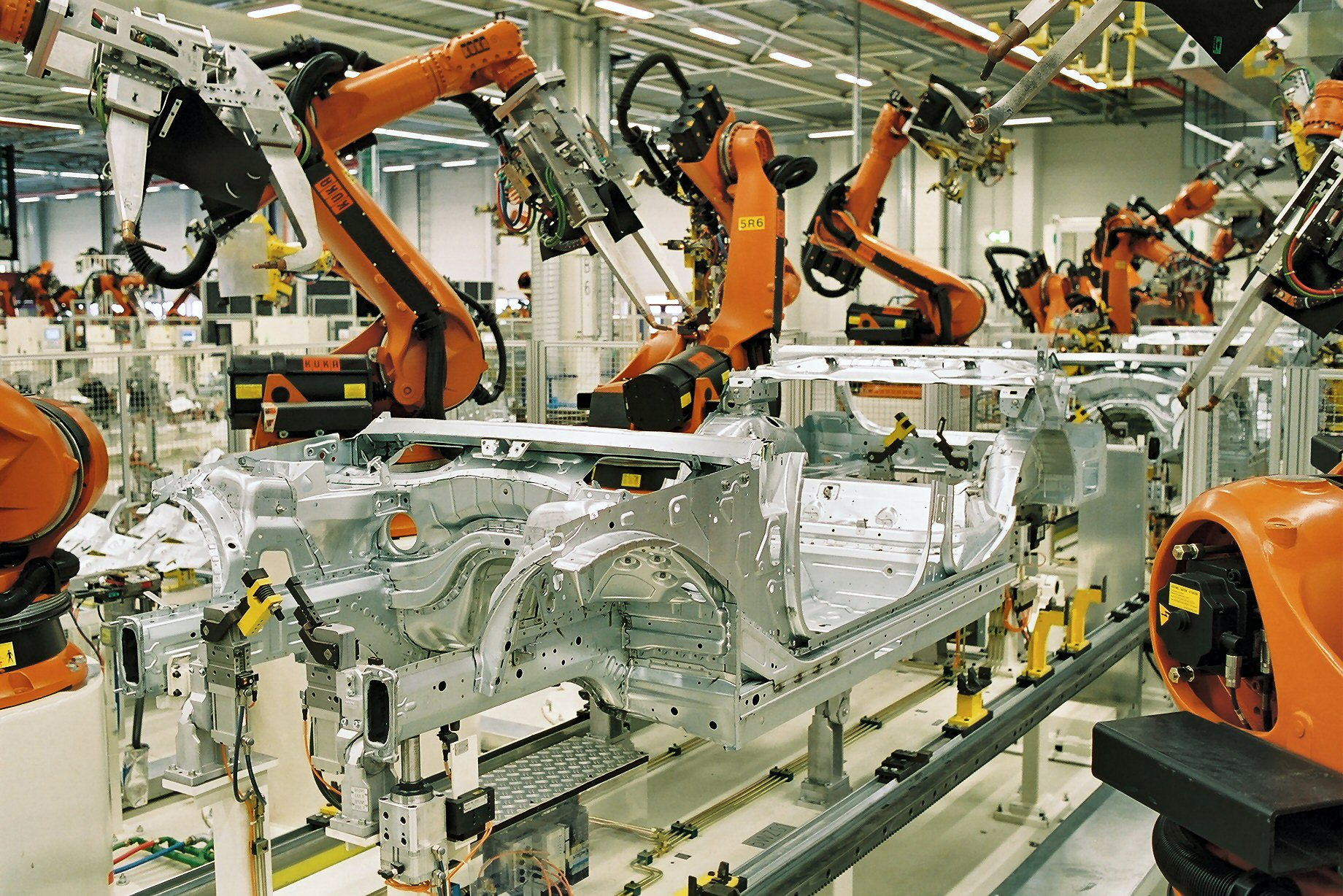
Automobilový průmysl: bodové sváření ve firmě BMW, Lipsko

17. května 2016 předložil čínský koncern Midea Group nabídku na převzetí maximálně 49 % akcií společnosti KUKA za 4,6 miliardy eur, čímž byla jednotlivá akcie ohodnocena ve výši 115 eur. To odpovídalo přeplatku více než 35 % oproti kurzu na burze cenných papírů ve Frankfurtu nad Mohanem z předešlého dne. Midea Group, která tehdy vlastnila již 13,5 % akcií firmy KUKA, tvrdila zároveň, že nechce převzít většinu akcií a uzavřít na tomto základě tzv. smlouvu o ovládnutí (Beherrschungsvertrag). Necelé tři měsíce poté, 8. srpna 2016, bylo oznámeno, že Midea Group již vlastní 94,5 % akcií společnosti KUKA.
Dne 29. prosince 2016 souhlasily příslušné úřady úřady USA s prodejem firmy KUKA čínské společnosti Midea Group. Tyto úřady jsou CFIUS (Committee on Foreign Investment in the United States) a DDTC (Directorate of Defense Trade Controls).
Celosvětově má firma KUKA Roboter GmbH se sídlem v německém Augsburgu 6 589 zaměstnanců zaměstnanců (30.09.2012). Jejími zákazníky jsou především firmy z automobilového průmyslu, ale stále častěji i z jiných průmyslových odvětví.

## Významné události
- 1971 – První automatická svařovací linka s roboty v Evropě
- 1973 – FAMULUS – první průmyslový robot na světě se šesti elektromechanicky řízenými osami
- 1976 – IR 6/60 – nový typ robota s šesti elektromechanicky poháněnými osami a zalomenou rukou
- 1989 – Nová generace průmyslových robotů – nové bezkartáčové hnací motory s nízkými nároky na údržbu a vysokou technickou dostupností
- 2007 – KUKA "titan" – nejsilnější šestiosý průmyslový robote na světě – nový záznam do Guinnessovy knihy rekordů[9]
- 2010 – Řada robotů QUANTEC jako první kompletně pokrývá rozsah mezní zátěže 90 až 300 kg při dosahu až 3100 mm
- 2012 – KR AGILUS – Nová řada malých robotů

## Systémové informace a oblasti využití
Systémový software KUKA je operačním systém, který představuje jádro celého řídicího systému. Jsou v něm uloženy veškeré základní funkce, které jsou potřebné pro provoz robotického systému.
Roboty jsou dodávány společně s ovládacím panelem v rozlišení 640 x 480 pixelů a integrovanou 6D-myší. Panel umožňuje ovládání manipulátoru, ukládání pozic (TouchUp), vytváření a upravování modulů, funkcí, datových listů apod. K ručnímu ovládání ramen je nutno stisknout spínače na zadní straně ovládacího panelu (KUKA ControlPanel (KCP)). (v dnešní době už jen s funkcí „panika“). Jako propojení s řízením slouží rozhraní VGA a sběrnice CAN-Bus.
V řídící skříni se nachází průmyslový počítač komunikující s robotickým systémem za pomoci MFC karty. Řídící signály mezi manipulátorem a řízením jsou přenášeny přes tzv. DSE-RDW propojení. DSE karta se nachází v řídící skříni, RDW karta na podstavci robota.
Starší verze řízení typu KRC1 byla dodávána s operačním systémem Windows 95 a software zakládající se na VxWorks. K periferním zařízením patřily CD-ROM a disketová mechanika, popř. také Ethernet, Profibus, Interbus, Devicenet nebo ASL.
Aktuální verze řízení typu KRC2 je dodávána s operačním systémem Windows XP. K periferním zařízením patří CD-ROM, USB rozhraní, připojení na Ethernet a volitelně také rozhraní Profibus, Interbus, DeviceNet nebo Profinet.
Firemní barvy, ve kterých je dodávána většina robotů jsou oranžová (RAL 2003) a černá.

## Oblasti využití
Roboty firmy KUKA jsou nasazovány v nejrůznějších průmyslových odvětvích od kovů až po potraviny a plasty. Jejich různorodé využití zahrnuje obrábění, manipulaci, osazování strojů, paletizaci, bodové či obloukové svařování atd. Jsou používány u firem GM, Chrysler, Ford, Porsche, BMW, Audi, Mercedes-Benz, Volkswagen, Ferrari, Harley-Davidson, Boeing, Siemens, IKEA, Swarovski, Wal-Mart, Nestle, Budweiser, BSN medical, Coca-Cola a u mnoha dalších.

### Manipulace
Průmyslové roboty často hrají důležitou roli při manipulaci s těžkým nákladem. Využívaná je přitom jejich vysoká nosnost a nastavitelná poloha.

### Potravinářský průmysl
Roboty KUKA nacházejí využití také v potravinářském průmyslu. Spolehlivě snižují pracovní zátěž zaměstnanců a strojů při náročných úkonech, jako je vkládání a vykládání produktů na balicím stroji, porcování masa, paletizace a kontrola kvality.

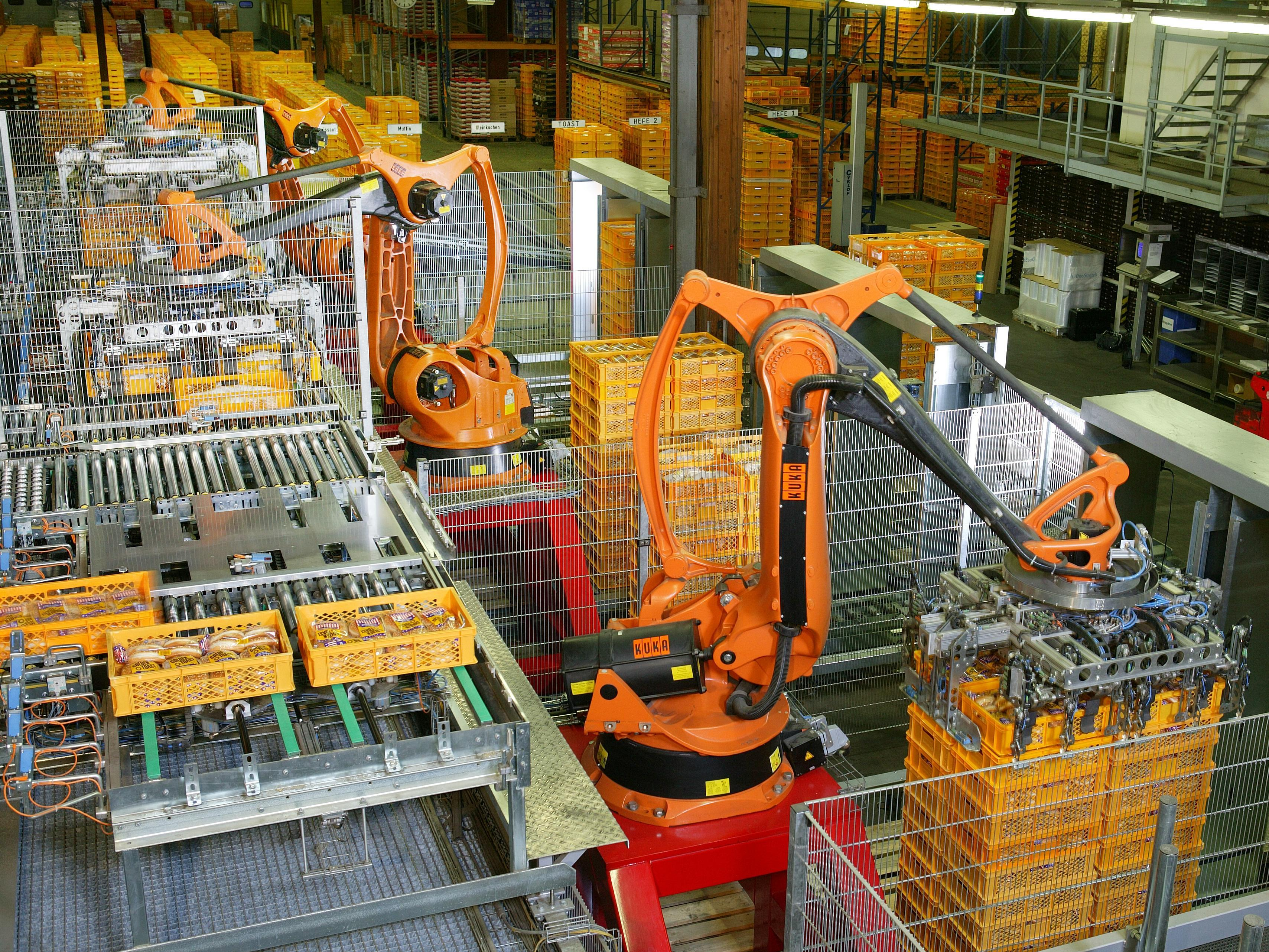
Paletizace potravinových produktů roboty (pekárna)

### Stavební průmysl
Stavební průmysl nabízí různorodé možnosti využití. Průmyslové roboty jsou nasazovány k zajištění plynulého toku materiálu, dalšímu zpracování i výrobě.

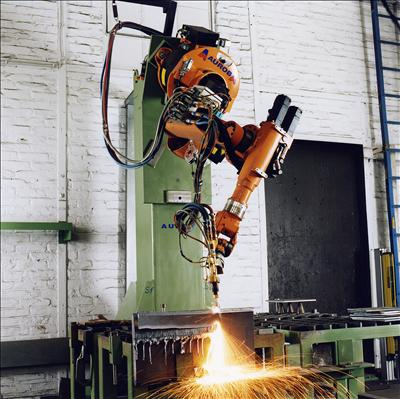
Výroba ocelových mostů, řezání ocele

### Sklářský průmysl
Ve sklářském průmyslu jsou průmyslové roboty nasazovány při zpracování (např. tepelné zpracování skla a quartz skla), ohýbání a formování, nebo produkci.

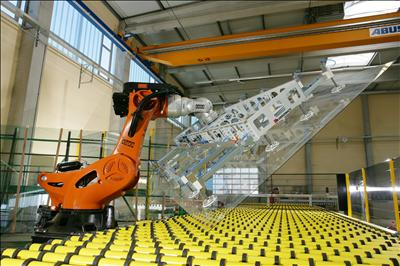
Manipulace s plochým sklem

### Slévárenský průmysl
Díky jejich odolnosti proti teplu a prachu mohou být průmyslové roboty nasazovány v přímém kontaktu s licími stroji. Dále nacházejí využití při dalším zpracování, jako např. odjehlování, broušení nebo vrtání a kontrole kvality.

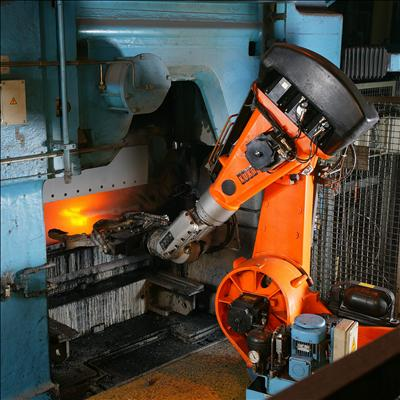
Tepluvzdorný robot.

### Dřevařský průmysl
V dřevařském průmyslu jsou roboty nasazovány k broušení, frézování, vrtání, řezání, paletizaci a třídění.

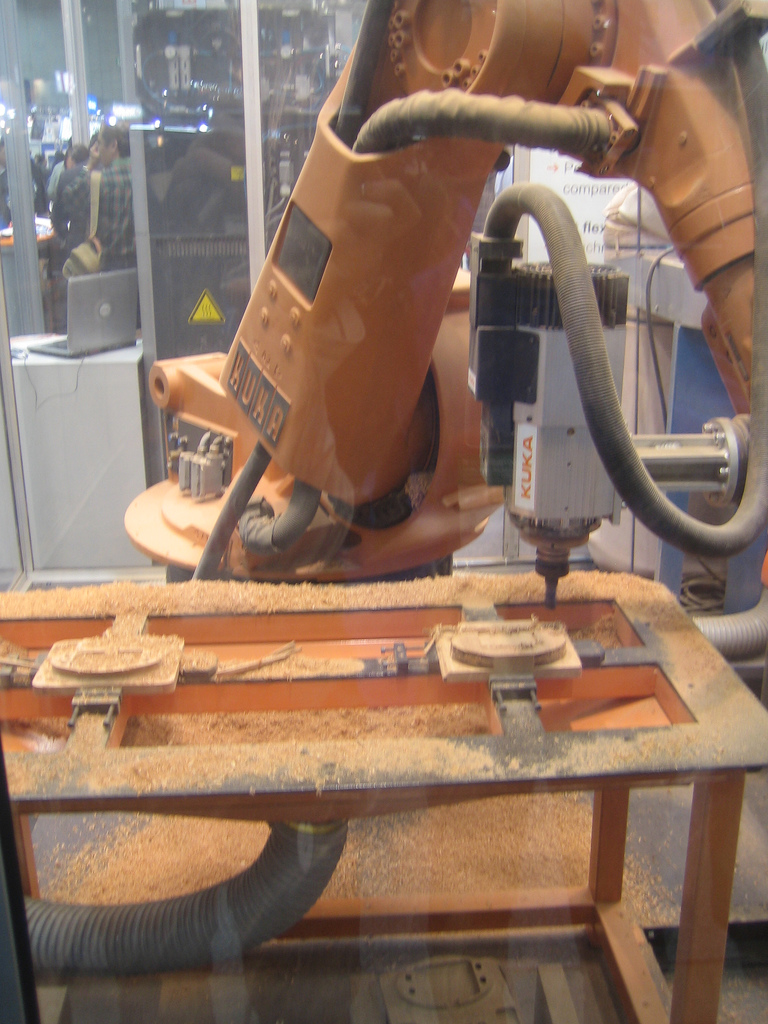
Zpracování dřeva: CNC frézování a řezání

### Zpracování kovu
Při zpracování kovů jsou průmyslové roboty převážně nasazovány k vrtání, frézování, řezání nebo ohýbání a děrování. Dále jsou využívány k svařování, montáži, a nakládání a vykládání.

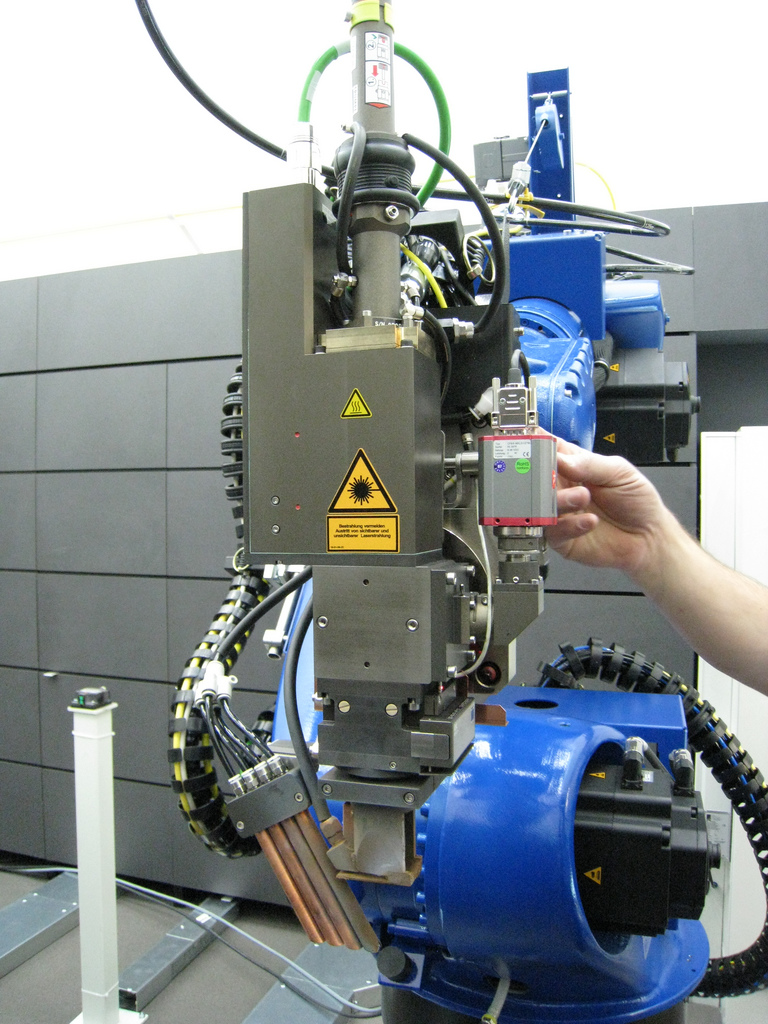
Metal kovu: Řezání laserem

### Zpracování kamene
Způsoby využití robotů v keramickém a kamenném průmyslu se pohybují od řezání kamenných kvádrů až po plně automatizované 3D zpracování.

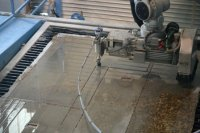
Zpracování kamene: řezání kuchyňské linky pomocí vodního paprsku

## Obchodní údaje
Obrat (KUKA Roboter GmbH)
- 413 Mio. Euro (2008)
- 330 Mio. Euro (2009)
- 435 Mio. Euro (2010)
- 616 Mio. Euro (2011)

Výkonná rada KUKA Roboter GmbH:
- výkonný ředitel Manfred Gundel
- finanční ředitel Michael Albert

Obrat (KUKA AG)
- 1.286 Mio. Euro (2007)
- 1.266 Mio. Euro (2008)
- 902 Mio. Euro (2009)
- 1.078 Mio. Euro (2010)
- 1.435 Mio. Euro (2011)

Výkonná rada KUKA AG:
- výkonný ředitel Dr. Till Reuter
- finanční ředitel Peter Mohnen

## Zajímavosti
Když byl v roce 1964 uveden Goldfinger, třetí film s Jamesem Bondem, většina lidí nikdy neslyšela o laseru. Studio je dnes bezpochyby hrdé na některé klasické dialogy v této scéně: „Vyberte si opatrně svůj další bonmot, pane Bonde, mohl by být váš poslední“; a Bond: „Očekáváte, že budu mluvit?“; Goldfinger: „Ne, pane Bonde, očekávám, že zemřete.“ Laserová scéna ve filmu s Jamesem Bondem Dnes neumírej (2002), je poctou Goldfingerovi (1964). Nyní je ale laser automatizovaný. Roboty nesoucí laser, kteří účinkují po boku Pierce Brosnana a Halle Berryové, jsou průmyslové roboty KUKA. Po prezentaci firmy KUKA před 
producenty tohoto filmu přidali filmaři scénu, ve které Halle Berryová bojuje laserovou palbou rameny robotu KUKA.
Ve filmu Šifra mistra Leonarda (2006) podává robot KUKA Tomu Hanksovi v bance dřevěnou skříňku, ve které se nachází kryptex.
V roce 2001 vyvinula firma KUKA Robocoaster, který je prvním průmyslovým robotem na světě, který přepravuje osoby. Robot zajišťuje jízdě na horské dráze podobnou sekvenci pohybu pro své dva pasažéry.
Robota KUKA využilo umělecké duo Sun Yuan & Peng Yu, pro své umělecké dílo Can't help myself (2016), které vytvořili pro Guggenheimovo muzeum ve spolupráci s robotickými inženýry. Robot umístěný za skleněnou zdí, byl naprogramován tak, aby se donekonečna pokoušel stírat neustále se rozlévající tekutinu připomínající krev.